# El Saiolic
El Saiolic és una masia del terme municipal de Castellcir, a la comarca del Moianès. Pertany a l'enclavament de la Vall de Marfà, antiga parròquia de Sant Pere de Marfà, que tingué ajuntament propi entre el 1812 i el 1827, abans d'unir-se en primera instància amb Santa Coloma Sasserra i després, el 1847, amb Castellcir.
Està situada en el sector sud-oriental d'aquest enclavament, prop del límit amb Castellterçol i Moià, al nord-est de la masia de les Vinyes i a llevant de la casa de Marfà. És a l'esquerra del torrent de la Fàbrega.
S'hi accedeix des del Pont de la Fàbrega, al límit entre Moià i Castellterçol, aigües avall per la vall del torrent de la Fàbrega i seguint el Camí de Castellterçol a Marfà. Aquest camí segueix, a una certa alçada, el torrent esmentat aigües avall, cap a ponent, i deixa el Pla Rubí al nord-oest del camí. Al cap d'un primer tram en aquesta direcció, el camí trenca cap al sud-oest, passant per la Rompuda del Gironès, que queda al sud i a l'est del camí, passa per sota i al nord i oest de la masia del Gironès, pel costat nord i de ponent de la Quintana del Gironès, i va a buscar la vall del torrent del Gironès, que segueix cap al sud fins que troba el pas on canvia de vessant, al Revolt Gran, en la mateixa vall d'aquest torrent, i segueix per la riba esquerra cap al nord-oest, fins que venç una carena, on canvia de vall i emprèn cap al sud-oest la del Xaragall del Saiol. Segueix aquesta vall fins que en un altre revolt molt tancat canvia de vessant, i va a cercar el vessant oriental de la Solella de la Descàrrega. Segueix per l'esquerra del xaragall esmentat cap al nord, fins a un trencall, on cal desviar-se pel camí de més a ponent, que no baixa cap a la vall del torrent de la Fàbrega (si se segueix el que sí que hi baixa, es va a sortir prop de la Poua del Saiolic). Seguint sempre cap al nord, quan el camí arriba a l'extrem nord-est del Serrat de la Descàrrega es troba la casa del Saiolic.